# Parque Metropolitano Cerros de Renca
El Parque Metropolitano Cerros de Renca es un proyecto que contempla la construcción de un parque urbano de 207 hectáreas ubicado en dicha comuna en la ciudad de Santiago, Chile. Su inauguración está estimada para antes de 2050.
Fue impulsado por la municipalidad en 2017 y para su diseño fueron invitadas las oficinas chilenas Teodoro Fernández Arquitectos y Lyon Bosch + Martic Arquitectos. La idea final es que se una la comuna de Quilicura y esté conformado por las cumbres de los cerros Renca, Colorado, Puntilla, Lo Ruiz, Cóndor, La Cruz y Las Perdices con 839 hectáreas, para superar al Parque Metropolitano de Santiago con 737 —el más extenso de Latinoamérica—.
En años recientes, el Cerro Renca ya ha presentado obras de acondicionamiento como parque urbano. El sábado 6 de julio, el alcalde de Renca, Claudio Castro, junto al gobernador de Santiago, Claudio Orrego, anunciaron el inicio del desarrollo del proyecto Parque Metropolitano Cerros de Renca con la colocación de la primera piedra en lo que se convertiría en un próximo acceso a través del Cerro Colorado. El proyecto en su totalidad cuenta con un financiamiento de $10 mil millones por parte de la Gobernación Regional. Además del nuevo acceso, se realizarán nuevas veredas, instalación de luces LED en avenida Lo Boza y un nuevo Cesfam de alto estándar a los pies del Cerro Colorado.
A fines de 2024 se inaugura un nuevo acceso a través del cerro Colorado gracias a la iniciativa público-privada entre el municipio de Renca y la empresa CCU. El Cerro Colorado es uno de los tres cerros principales del Parque Metropolitano Cerros de Renca. Está ubicado al lado poniente del Cerro Renca y es el acceso al Santuario y Hogar de la Fundación Laura Vicuña, y a la Estación de Radar de la Dirección General de Aeronáutica Civil.